# دوارة كارين المقنزعة
دوارة كارين المقنزعة (الاسم العلمي:Karenia cristata) هي نوع من السوطيات الدوارة تتبع جنس الدوارة الكارين من فصيلة المتقوصرات.